# Cucullia hartmanni
Cucullia hartmanni är en fjärilsart som beskrevs av French 1888. Cucullia hartmanni ingår i släktet Cucullia och familjen nattflyn. Inga underarter finns listade i Catalogue of Life.